# Action directe (militaire)
Pour les articles homonymes, voir Action directe (homonymie).
L'action directe est un terme utilisé dans le contexte des opérations militaires spéciales pour les raids à petite échelle, les embuscades, le sabotage ou des actions similaires.
Le département américain de la Défense a défini l'action directe comme « des attaques de courte durée et autres actions offensives de petite ampleur menées en opération spéciale dans des environnements hostiles, déniés ou politiquement sensibles et qui emploient des capacités militaires spécialisées pour saisir, détruire, capturer, exploiter, récupérer ou endommager les cibles désignées. L'action directe diffère des actions offensives classiques par le niveau de risque physique et politique, les techniques opérationnelles et le degré d'utilisation discriminée et précise de la force pour atteindre des objectifs spécifiques. ».
L'armée américaine et nombre de ses alliés considèrent l'action directe comme l'une des missions des opérations spéciales de base. Certaines unités se spécialisent dans ce domaine, comme les SEAL et le 75e régiment de rangers, et d'autres unités, telles que Special Forces, ont des capacités d'action directe mais se concentrent davantage sur d'autres opérations[réf. nécessaire]. La guerre non conventionnelle, les reconnaissances spéciales et les rôles d'action directe ont fusionné au cours des décennies et sont généralement exécutés par les mêmes unités. Par exemple, alors que Special Forces ont été créées à l'origine pour des missions de guerre non conventionnelle (unconventional warfare -  UW) et ont progressivement ajouté d'autres capacités, les SEAL et le Special Air Service (SAS) et le Special Boat Service (SBS) britanniques continuent à effectuer des actions directes avec reconnaissance spéciale (special reconnaissance - SR) en tant que missions originales. Les SEAL, SAS et SBS ont ajouté des capacités supplémentaires au fil du temps, répondant aux besoins des conflits modernes. Les Spetsnaz russes combinent également des unités d'action directe et SR.
Dans la direction des opérations de la Central Intelligence Agency, il existe une Special Activities Division qui opère sans identification nationale apparente pour déni plausible. Le Joint Special Operations Command et l'Intelligence Support Activity, fréquemment renommée, sont des unités similaires.